# イーグル・エア (アイスランド 1970年)
イーグル・エア（アイスランド語: Flugfélagið Ernir, 英語: Eagle Air）は、アイスランドの航空会社である。

## 歴史
イーグル・エアは1970年、ヘルズル・グヴズムンソン(Hörður Guðmundsson)によりイーサフィヨルズゥルで設立された。当初はイーサフィヨルズゥルを中心とする西部フィヨルド地方において緊急輸送や郵便輸送を行っていたほか、1988年にはツイン・オッター機を導入、レイキャヴィークとイーサフィヨルズゥルを結ぶ定期路線も運航していた。しかし、1995年に運航は中断された。
2003年、本拠地をレイキャヴィークに移して事業が再開された。2007年にはLandsflugが運航していた路線を継承する形でレイキャヴィークからアイスランド各地への定期路線の運航を開始した。

## 就航路線
レイキャヴィークから以下の各地へ定期路線の運航を行っている。
- ヴェストマン諸島
- ヘプン
- ソイザウルクロウクル
- ビールドゥダールル
- ギョーグル

## 機材

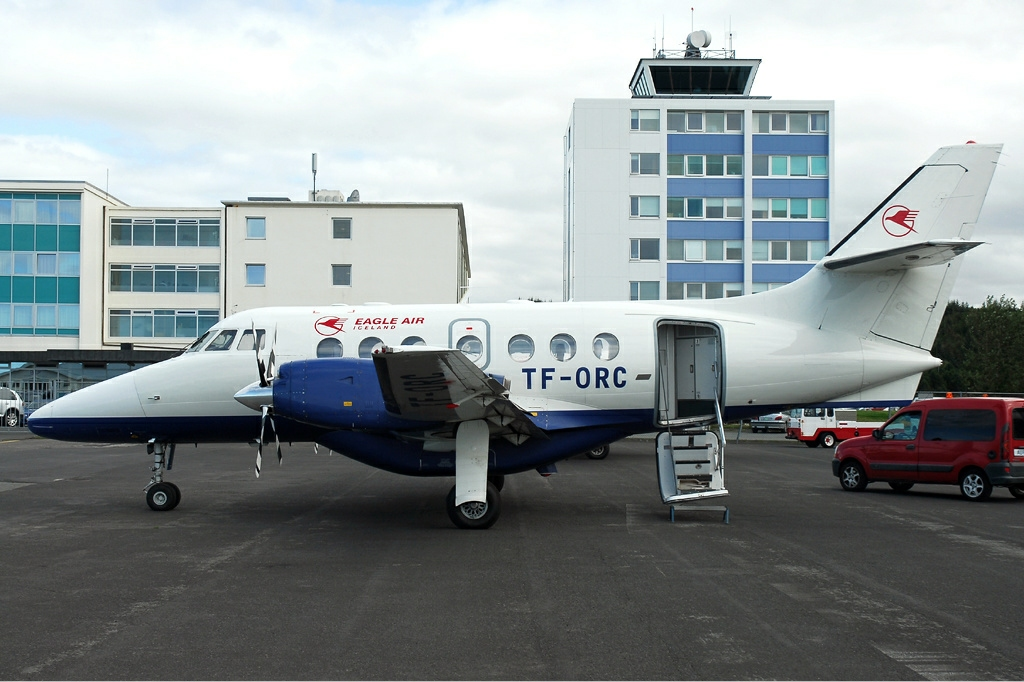
BAeジェットストリーム32

- セスナA185
- セスナ207
- セスナF406
- セスナ441
- BAeジェットストリーム32